# Сазерлін (Орегон)
Сазерлін (англ. Sutherlin) — місто (англ. city) в США, в окрузі Дуглас штату Орегон. Населення — 8524 особи (2020).

## Географія
Сазерлін розташований за координатами 43°23′20″ пн. ш. 123°19′20″ зх. д. / 43.38889° пн. ш. 123.32222° зх. д. (43.388954, -123.322293).  За даними Бюро перепису населення США в 2010 році місто мало площу 16,46 км², з яких 15,93 км² — суходіл та 0,52 км² — водойми.

### Клімат
| Клімат : Сазерлін     | Клімат : Сазерлін | Клімат : Сазерлін | Клімат : Сазерлін | Клімат : Сазерлін | Клімат : Сазерлін | Клімат : Сазерлін | Клімат : Сазерлін | Клімат : Сазерлін | Клімат : Сазерлін | Клімат : Сазерлін | Клімат : Сазерлін | Клімат : Сазерлін | Клімат : Сазерлін |
| Показник              | Січ.              | Лют.              | Бер.              | Квіт.             | Трав.             | Черв.             | Лип.              | Серп.             | Вер.              | Жовт.             | Лист.             | Груд.             | Рік               |
| Середній максимум, °C | 9,4               | 11,7              | 14,4              | 16,7              | 20,6              | 23,9              | 28,3              | 28,9              | 25,6              | 19,4              | 11,7              | 8,3               | 18,3              |
| Середній мінімум, °C  | 2,2               | 2,2               | 3,3               | 5,0               | 7,8               | 10,6              | 12,8              | 12,2              | 9,4               | 6,1               | 4,4               | 2,2               | 6,6               |
| Норма опадів, мм      | 135               | 109               | 93                | 75                | 56                | 28                | 9                 | 11                | 24                | 63                | 152               | 170               | 925               |
| --------------------- | ----------------- | ----------------- | ----------------- | ----------------- | ----------------- | ----------------- | ----------------- | ----------------- | ----------------- | ----------------- | ----------------- | ----------------- | ----------------- |
| Джерело:              |                   |                   |                   |                   |                   |                   |                   |                   |                   |                   |                   |                   |                   |

## Демографія
Згідно з переписом 2010 року, у місті мешкало 7810 осіб у 3249 домогосподарствах у складі 2178 родин. Густота населення становила 475 осіб/км².  Було 3566 помешкань (217/км²).
Расовий склад населення:
| - 92,4 % — білих - 1,9 % — корінних американців - 0,6 % — азіатів - 0,2 % — чорних або афроамериканців - 0,1 % — вихідців з тихоокеанських островів - 1,8 % — осіб інших рас |

До двох чи більше рас належало 2,9 %. Частка іспаномовних становила 6,1 % від усіх жителів.
За віковим діапазоном населення розподілялося таким чином: 22,4 % — особи молодші 18 років, 53,6 % — особи у віці 18—64 років, 24,0 % — особи у віці 65 років та старші. Медіана віку мешканця становила 44,8 року. На 100 осіб жіночої статі у місті припадало 90,9 чоловіків;  на 100 жінок у віці від 18 років та старших — 88,3 чоловіків також старших 18 років.
Середній дохід на одне домашнє господарство  становив 43 562 долари США (медіана — 33 859), а середній дохід на одну сім'ю — 51 699 доларів (медіана — 44 407). Медіана доходів становила 43 446 доларів для чоловіків та 28 949 доларів для жінок. За межею бідності перебувало 24,2 % осіб, у тому числі 30,9 % дітей у віці до 18 років та 7,3 % осіб у віці 65 років та старших.
Цивільне працевлаштоване населення становило 2664 особи. Основні галузі зайнятості: освіта, охорона здоров'я та соціальна допомога — 20,3 %, роздрібна торгівля — 15,1 %, мистецтво, розваги та відпочинок — 11,3 %, виробництво — 10,3 %.